# Kleintwann
Der Weiler Kleintwann (Ligerzseite; französisch Petite Douanne, berndeutsch Chlyne Twann) ist ein Ortsteil der Schweizer Gemeinde Ligerz im Kanton Bern. Der gleichnamige Ortsteil östlich des Twannbachs (La Douanne) gehört hingegen zu Twann in der Gemeinde Twann-Tüscherz, postalisch gehören beide Orte zu Twann. Der sechs Kilometer lange Bachlauf war bis ins 19. Jahrhundert Sprachgrenze. Der Ort ist Sitz der Seepolizei am Bielersee.

## Geographie
Der Ort liegt auf 437 m ü. M. über dem Bielersee. Nachbarorte sind neben Kleintwann jenseits des Bachs Schernelz im Westen und die Häusergruppe der ehemaligen Brunnmühle. Die Landschaft gehört zum «Linken Bielerseeufer» im Bundesinventar der Landschaften und Naturdenkmäler von nationaler Bedeutung.

## Geschichte
Die Bedeutung des Ortsnamens Twann (1185 Duana, 1225 Tuanna) leitet sich vom französischen Douanne (Grenze) ab. Mit Petite Douanne wurden die kleinen Orte beiderseits der Grenze bezeichnet. Der Twannbach war die Grenze der Herrschaft der Herren von Ligerz (de Gléresse). Später gehörte Kleintwann mit Ligerz, Bipschal und Schernelz zum Gericht Ligerz. Im Grenzort beginnen der 1367 erstmals genannte, breite «Rossweg» nach Schernelz und auf den Tessenberg, der schmalere, 1389 genannte Pilgerweg von der kleinen twann zur kirchen von ligertz und weiter nach Schafis sowie die via communis nach Oberschernelz (heute der «Rondboisweg»).

Blick auf Kleintwann, rechts die Ligerzseite mit Bachmühle und Ilge (1945)

Rudi Heineli «von Ligerz» erwarb 1420 die «Herrschaftsmühle» zusammen mit der Bachmühle in Kleintwann von den Herren von Ligerz. Mit diesem Kauf legte er den Grundstein für den Aufstieg und Reichtum seiner Familie. Bis zur Liquidation von 1814 blieb der Bodenzinsbesitz unverteilt. Die Bachmühle kam 1814 an den Brunnmüller Abraham Engel.
Im Jahr 1783 führte das «Regionbuch» 19 Häuser beiderseits des Twannbachs auf. Beim Bau der Seestrasse 1835/1838 wurde die Wegführung durch Kleintwann begradigt und die Brücke über den Bach nach Süden verlegt. Neben dem Gasthaus Zur Lilie mussten mehrere Häuser abgebrochen werden. Die Juragewässerkorrektion liess den Seespiegel um 2,20 Meter absinken. Als Folge musste die Schiffsländte vom westlichen Ende des Dorfs nach Süden verlegt werden. Das Wasch- und Ofenhaus an der Dorfländte wurde abgebrochen.

## Bauwerke (Auswahl)

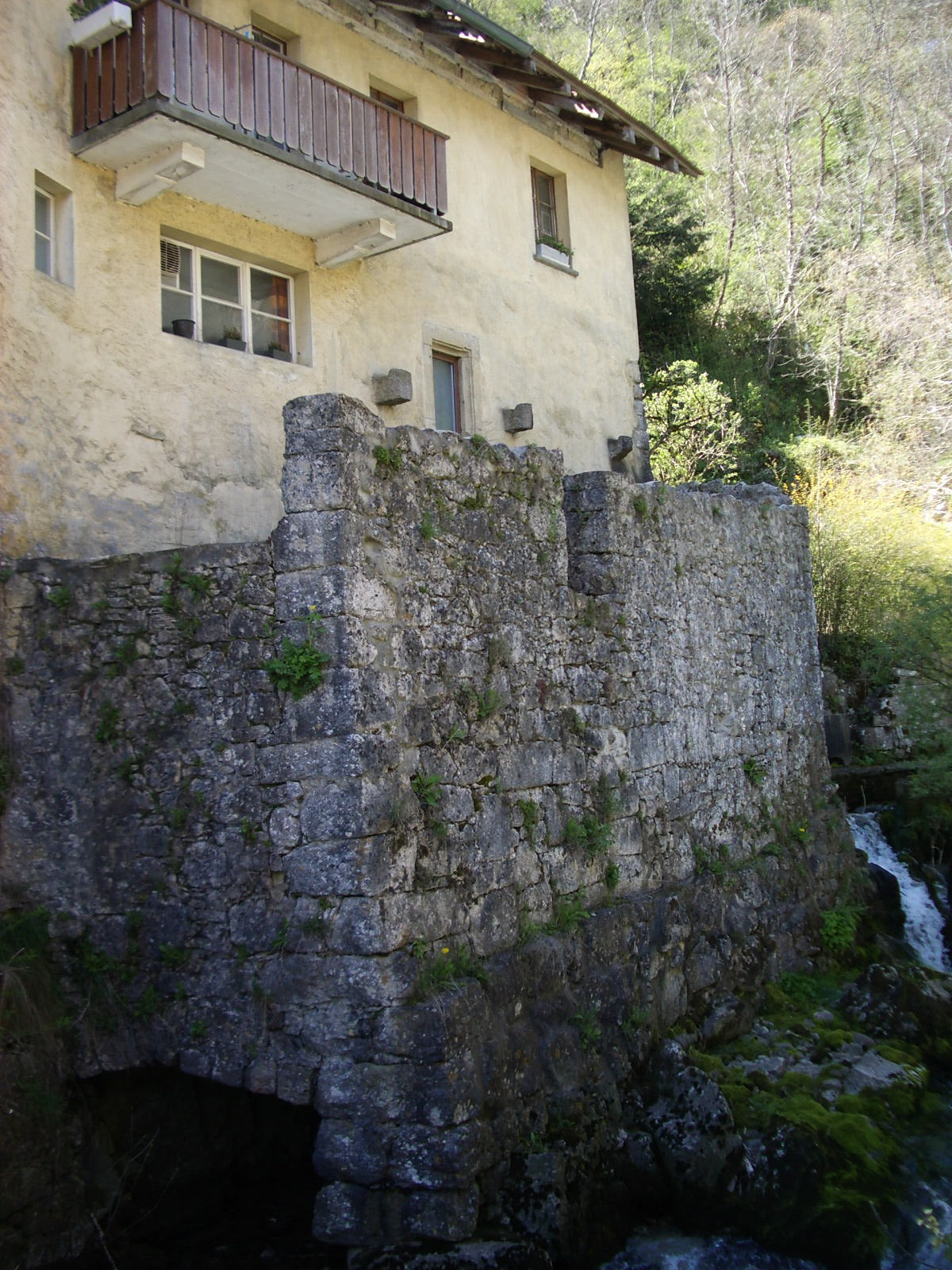
Bachmühle (2008)

- Die ehemalige ligerzseitige Bachmühle (Haus Nr. 25) wurde auch kleine oder obere Twannbachmühle genannt. Sie brannte 1871 ab und wurde wiederaufgebaut. In der um eine Bäckerei und Wirtschaft erweiterten Mühle wurde in den 1890er Jahren eine Uhrenschalenmacherei eingerichtet, die in der Zeit des Zweiten Weltkriegs Konkurs machte. Im Jahr 1947 wurde es für ein Rebgut erworben. Von der alten Mühle bestehen geringe spätgotische Überreste und Mauerreste der Wasserkammer.
- Das ehemalige Herbsthaus (Nr. 4/6) ist heute ein Standort der Kantons- und Seepolizei. Der grosse, aus zwei Häusern entstandene Kopfbau zeigt spätgotischen Grundbestand. Er gehörte zum Besitz des Landvogts und Historikers Alexander Ludwig von Wattenwyl und wurde 1806 von der Brunnmüllerfamilie Engel erworben. Mit der Heirat der Witwe Rosina Engel wurde Bundesrat Carl Schenk Eigentümer. Das Haus wurde 1974/1975 renoviert und ausgebaut. Ein Trüel und ein grosses Weinfass aus dem Herbsthaus sind Leihgaben des Kantons im Rebbaumuseum am Bielersee in Schafis.
- Restaurant zur Ilge (Nr. 8). Nach dem Abbruch der Lilie schräg gegenüber Wirtshaus zur Lilie, später Wirtschaft Fuhrer. Der Architekt, Maler und Wirt Oskar Binz führte es 1933 als Ilge. Der zweigeschossige Bau wurde um 1838 neu fassadiert und von Binz wiederholt umgestaltet und erweitert.
- Der stark erneuerte öffentliche Brunnen an der ehemaligen Dorfländte erhielt um 1937 eine grosse Kunststeinskulptur von  Karl Hänny. Ein kniender Putto hält eine grosse Traube und ein Rebmesser in seinen Händen.

## Verkehr
Die Einfahrt des 1991 vollendeten Twanntunnels der Autobahn A5 liegt zwischen Kleintwann und der Brunnmühle. Die Seestrasse und die ab hier einspurige Bahnstrecke der Bahnstrecke Lausanne–Biel/Bienne führen ebenfalls am Ort vorbei. Bahnhöfe befinden sich in Twann und Ligerz. Zwischen Ligerz und Kleintwann wurde 2014 am Seeufer der «Fischweg» als Lehrpfad angelegt. Die neue Schiffsländte am verbreiterten Uferstreifen dient auch als Hafen der Seepolizei.

## Persönlichkeiten
Der Maler August Jaeger (1881–1954) und Emanuel Friedli (1846–1939) wohnten 1914 bzw. 1914–1916 im «Bernerhaus» (Nr. 7).